# Nejat Devrim
Nejat Melih Devrim (* 1923 in Istanbul; † 1995 in Nowy Sącz, Polen) war ein türkischer Maler des 20. Jahrhunderts und Enkel von Şakir Paşa, einem hochrangigen osmanischen Beamten und Intellektuellen.

## Leben
Er wurde 1923 in Istanbul geboren und wuchs in einer künstlerisch geprägten Familie auf. Seine Mutter war Fahrelnissa Zeid, eine Malerin, und sein Onkel Cevat Şakir Kabaağaçlı, besser bekannt als „Der Fischer von Halikarnassos“, war ein Schriftsteller. Sein Vater İzzet Melih Devrim war Schriftsteller, seine Schwester war die Theaterschauspielerin Şirin Devrim Trainer.
Devrim studierte zunächst an der Akademie der Schönen Künste in Istanbul und ging später nach Paris, wo er sich der abstrakten Kunstbewegung anschloss. In den 1950er Jahren stellte er in renommierten Galerien in Frankreich, Italien und anderen europäischen Ländern aus. Seine Werke sind von leuchtenden Farben und dynamischen Formen geprägt, oft inspiriert von der türkischen Kalligrafie und orientalischen Motiven.
Obwohl er in Europa lebte und arbeitete, blieb seine Verbindung zur Türkei stark. Er gehörte zu den ersten türkischen Künstlern, die internationale Anerkennung fanden. Seine Werke befinden sich heute in Museen wie z. B. dem Istanbul Modern und privaten Sammlungen weltweit.
Sein künstlerisches Erbe lebt weiter als ein bedeutender Beitrag zur modernen türkischen Malerei.